# Cyrtarachne termitophila
Cyrtarachne termitophila là một loài nhện trong họ Araneidae.
Loài này thuộc chi Cyrtarachne. Cyrtarachne termitophila được George Newbold Lawrence miêu tả năm 1952.